# Ekboarmia sagnesi
Ekboarmia sagnesi là một loài bướm đêm trong họ Geometridae.